# Asvejos ežerynas
Asvejos ežerynas este o arie protejată (sit de importanță comunitară — SCI, arie de protecție specială avifaunistică — SPA) din Lituania întinsă pe o suprafață de 11.458,13 ha, integral pe uscat.

## Localizare
Centrul sitului Asvejos ežerynas este situat la coordonatele 55°02′08″N 25°30′35″E / 55.0356°N 25.5097°E.

## Înființare
Situl Asvejos ežerynas a fost declarat arie de protecție specială avifaunistică în aprilie 2004 pentru a proteja 5 specii de plante și 36 de specii de animale. Situl a fost protejat și ca sit de importanță comunitară în mai 2005.

## Biodiversitate
Situată în ecoregiunea boreală, aria protejată conține 23 de habitate naturale: Ape stătătoare oligotrofe până la mezotrofe, cu vegetație de Littorelletea uniflorae și/sau de Isoëto-Nanojuncetea, Ape puternic oligomezotrofe cu vegetație bentonică cu Chara spp., Lacuri eutrofice naturale cu vegetație de tip Magnopotamion sau Hydrocharition, Lacuri și iazuri distrofice naturale, Pajiști uscate seminaturale și facies de acoperire cu tufișuri pe substraturi calcaroase (Festuco-Brometalia) (* situri importante pentru orhidee), Pajiști fino-scandinave uscate până la mezice, bogate în specii de altitudine mică, Pajiști aluvionare boreale nordice, Fânețe de joasă altitudine (Alopecurus pratensis, Sanguisorba officinalis), Turbării active, Mlaștini turboase de tranziție și turbării mișcătoare, Izvoare fino-scandinave și mlaștini produse de izvoare bogate în minerale, Mlaștini calcaroase cu Cladium mariscus și specii de Caricion davallianae, Mlaștini alcaline, Taiga vestică, Păduri caducifoliate bătrâne naturale hemiboreale fino-scandinave (Quercus, Tilia, Acer, Fraxinus sau Ulmus) bogate în specii epifite, Păduri fino-scandinave bogate în ierburi cu Picea abies, Păduri de conifere pe eskere fluvioglaciare sau legate la acestea, Pășuni din zone de pădure fino-scandinave, Păduri caducifoliate de mlaștină fino-scandinave, Păduri pe pante, grohotișuri și ravene de Tilio-Acerion, Mlaștini împădurite, Păduri aluvionare cu Alnus glutinosa și Fraxinus excelsior (Alno-Padion, Alnion incanae, Salicion albae), Păduri central-europene de pin scoțian cu licheni.
La baza desemnării sitului se află mai multe specii protejate:
- plante (5): papucul doamnei (Cypripedium calceolus), o specie rară de mușchi (Drepanocladus vernicosus), moșișoare (Liparis loeselii), dedițelul (Pulsatilla patens), Thesium ebracteatum
- păsări (24): minunița (Aegolius funereus), pescăruș albastru (Alcedo atthis), acvilă țipătoare mică (Aquila pomarina), ciuf de câmp (Asio flammeus), cocoșul de mesteacăn (Bonasa bonasia), buhai de baltă (Botaurus stellaris), caprimulg (Caprimulgus europaeus), barză neagră (Ciconia nigra), erete de stuf (Circus aeruginosus), erete cenușiu (Circus pygargus), cristeiul de câmp (Crex crex), ciocănitoare cu spate alb (Dendrocopos leucotos), ciocănitoarea de stejar (Dendrocopos medius), ciocănitoare neagră (Dryocopus martius), muscar (Ficedula parva), ciuvică (Glaucidium passerinum), cocor (Grus grus), sfrâncioc roșiatic (Lanius collurio), gaia neagră (Milvus migrans), vultur pescar (Pandion haliaetus), ciocănitoare de munte (Picoides tridactylus), ciocănitoare verzuie (Picus canus), cresteț cenușiu (Porzana parva), cocoșul de mesteacăn (Tetrao tetrix tetrix)
- amfibieni (2): buhai de baltă cu burta roșie (Bombina bombina), triton cu creastă (Triturus cristatus)
- mamifere (2): vidră de râu (Lutra lutra), liliac de iaz (Myotis dasycneme)
- nevertebrate (8): Boros schneideri, Cucujus cinnaberinus, Dytiscus latissimus, fluturele auriu (Euphydryas aurinia), Graphoderus bilineatus, libelule (Leucorrhinia pectoralis), Osmoderma eremita, Oxyporus mannerheimii